# Friedrich Katter
Friedrich Karl Albert Katter (* 11. Dezember 1842 in Groß-Bünzow; † 22. April 1913 in Lugano) war ein deutscher Lehrer und Entomologe.

## Leben
Friedrich Karl Albert Katter studierte nach Erhalt der Reife in Anklam an den Universitäten in Greifswald und Berlin Mathematik, Naturwissenschaften und neuere Sprachen und wurde später zum Dr. phil. promoviert. Michaelis 1869 wurde er wissenschaftlicher Hilfslehrer am Progymnasium und späteren Gymnasium in Dramburg und nach Bestehen des examen pro facultate docendi im Jahre 1870 fest angestellt. Michaelis 1873 wurde er an das Pädagogium zu Putbus versetzt. Katter wurde Michaelis 1886 zum Oberlehrer und Ostern 1893 zum Professor ernannt. Michaelis 1907 trat er in den Ruhestand und lebte seitdem in Moritzburg im Königreich Sachsen und später in Groß-Lichterfelde bei Berlin.
Als Entomologe bearbeitete unter anderem die Gattung Meloe aus der Familie der Ölkäfer (Meloidae).
Im Jahr 1875 begründete er die Fachzeitschrift Entomologische Nachrichten, die er noch bis Mitte 1884 redigierte und die anschließend von Ferdinand Karsch fortgeführt wurde.
Am 7. Februar 1881 wurde Friedrich Karl Albert Katter unter der Präsidentschaft des Physikers Hermann Knoblauch unter der Matrikel-Nr. 2303 als Mitglied in die Kaiserliche Leopoldino-Carolinische Deutsche Akademie der Naturforscher aufgenommen.
Anlässlich seiner Versetzung in den Ruhestand wurde ihm 1907 der Rote Adlerorden 4. Klasse verliehen.

## Schriften (Auswahl)
- Ueber die Resultante zweier algebraischen Gleichungen. I. Theil: Ueber die Resultate zweier Gleichungen nten Grades. Knaak, Putbus 1875, (Digitalisat).
- Monographie der europ. Arten der Gattung Meloë mit besonderer Berücksichtigung der Biologie dieser Insekten. In: Entomologische Nachrichten. Jahrgang 9, Nummer 7, 1883, S. 85–114, (Digitalisat).
- Monographie der europ. Arten der Gattung Meloë mit besonderer Berücksichtigung der Biologie dieser Insekten. II. Theil: Beschreibung der Arten (= Beilage zu dem Jahresbericht des Königlichen Pädagogiums zu Putbus über das Schuljahr. 1884–85). Dornblüth, Bernburg 1885, (Digitalisat).